# 이와키 다이라번
이와키 다이라번(일본어: 磐城平藩 이와키타이라한[*])은 일본 에도 시대 지금의 후쿠시마현 하마도리 남부 지방에 해당하는 무쓰국 기쿠타군(菊多郡)에서 나라바군(楢葉郡)에 걸친 지역을 지배했던 번이다. 번청은 이와키 다이라성으로, 소재지는 이와키시 다이라 지방이다.

## 번의 역사
번이 위치한 하마도리 남부 지역은 헤이안 시대부터 이와키씨(岩城氏)가 지배하고 있었으나, 이와키씨는 세키가하라 전투 때 서군에 가담한 탓에 영지를 몰수당하고 가메다 (현재 유리혼조시 가메다 지구)으로 옮겨갔다.
그 후 도쿠가와 이에야스의 측근인 도리이 다다마사가 이와키씨의 본거지였던 이노다이라 (飯野平. 현재 이와키시 다이라 지구)에 들어와 고쿠다카 10만 석의 영주가 되었다. 다다마사는 세키가하라에서 이와키씨가 도쿠가와씨에 아군 않았지만 그러므로 "岩城"라는 표기를 싫어 이와키 가문의 본거지 "이노다이라"을, 岩城(이와키)의 "岩"(이와)의 문자를 수정하고 "磐城平"(이와키 다이라)로 변경. 그리고 다다마사는 본래 이와키 가문의 거성인 이노다이라 성대신 그 동쪽에 이와키 다이라 성을 신축하고 조카마치를 개편하였다.
다다마사가 야마가타번으로 전봉되면서 나이토 마사나가가 이와키 다이라의 번주가 되었고, 적자인 나이토 다다오키에게 2만 석을, 사위 히지카타 가쓰시게에게 1만 석 영지를 분할해주면서 이와키 다이라번은 7만 석이 되었다. 2대 번주 다다오키 때 10년에 걸쳐 영내 총 토지 조사를 시행하여 고쿠다카를 2만 석 증가시켰다. 1649년에는 번내 최초로 성문법들을 제정하였다. 토지 개간과 관개 사업에도 힘을 기울였다. 그러나 이후 계속되는 자연재해와 부역 등으로 인해 번의 재정이 압박받았고, 1738년 백성 잇키가 발생하였다. 그 때문에 1747년 나이토씨은 노베오카로 옮겨가게 되었다.
이후 10년가량 이노우에 마사쓰네가 잠시 번을 다스리다가, 가노번에서 안도 노부나리가 다이라로 들어와 새 번주가 되었다. 번교 시정당(施政堂)을 세워 번사의 자제들을 교육하였고, 이 학교는 이와키 지역의 최고 학부와 같은 곳이었다. 5대 번주 안도 노부마사는 사쿠라다 문 밖의 변 당시 로주로서 막부 정치를 담당하고 있었으나, 1862년 사카시타 문 밖의 변을 당하고는 실각하여, 강제 은거 처분과 영지 4만 석 삭감에 처해졌다. 그럼에도 불구하고 좌막파로서의 입장을 관철하였다.
1868년 보신 전쟁에서는 안도 노부마사가 이끄는 이와키 다이라번은 오우에쓰 열번 동맹에 가담했지만 이와키 다이라번의 군대는 메이지 정부군에 패배, 이와키 다이라 성은 소실되었다.

### 이후의 역사
1871년에는 폐번치현에 의해 구 이와키 다이라번은 다이라현(平県)에 되었지만, 성립으로부터 4개월 후에 나카무라 현 (구 나카무라번)와 합병하여 이와사키현(磐前県)이 성립하여, 이와키 다이라 성터 근처 (현재 이와키 역 남쪽 출구 부근)에에 이와사키현청이 자리했다. 그러나 1876년 8월 21일 이와사키 현은 후쿠시마현 (나카도리)와 와카마쓰 현 (아이즈)와 합병 당하고 소멸, 그 이후 현재까지 후쿠시마 현에 포함되어 있다.
그리고 이와키 다이라에서 남쪽으로 62km에 위치한 "히타치시"고 스케가와 (구 미토번 령)가 메이지 정부를 세운 조슈번 출신의 구하라 후사노스케의 본거지이며, 보신 전쟁 후 구 이와키 다이라번과 구 미토번의 영토는 구리 광산과 탄전과 발전소 군으로 상징되는 "에너지 원 지대"이다.
북쪽 옆의 구 나카무라번과 마찬가지로 구 이와키 다이라번에도 보신 전쟁의 여진이 남아 있다. 조슈 번사의 자손인 사토 에이사쿠 정권 하에서 구 이와키 다이라번의 북쪽 변두리에 위치한 도미오카에 후쿠시마 제2 원자력 발전소가 건설되어, 2011년 후쿠시마 제1 원자력 발전소 사고에서는 구 이와키 다이라번의 북부 (출입 금지 구역의 관문이 히로노에 위치)이 출입 금지 구역이되었다. 또, 출입 금지 구역의 동사무소 중에는 안도 노부마사의 본거지였던 이와키시 다이라 지구 (보신 전쟁 당시 이와키 다이라)에 출장소를 설치한 곳도 있다.

## 역대 번주
도리이 가문
- 도리이 다다마사(鳥居忠政) 재위 1602년~1622년

나이토 가문
1. 나이토 마사나가(内藤政長) 재위 1622년~1634년
2. 나이토 다다오키(内藤忠興) 재위 1634년~1670년
3. 나이토 요시무네(内藤義概) 재위 1670년~1685년
4. 나이토 요시타카(内藤義孝) 재위 1685년~1713년
5. 나이토 요시시게(内藤義稠) 재위 1713년~1718년
6. 나이토 마사키(内藤政樹) 재위 1718년~1747년

이노우에 가문
- 이노우에 마사쓰네(井上正経) 재위 1747년~1758년

안도 가문
1. 안도 노부나리(安藤信成) 재위 1758년~1810년
2. 안도 시게키요(安藤信馨) 재위 1810년~1812년
3. 안도 노부요시(安藤信義) 재위 1812년~1829년
4. 안도 노부요리(安藤信由) 재위 1829년~1847년
5. 안도 노부마사(安藤信正) 재위 1847년~1862년
6. 안도 노부타미(安藤信民) 재위 1862년~1863년
7. 안도 노부타케(安藤信勇) 재위 1863년~1871년

## 같이 보기
- 쟌가라 염불 춤
- 이와키씨
- 이와키시
- 미토번
- 소마 나카무라번
- 센다이번